# Csárdaszállás
Csárdaszállás este un sat în districtul Gyomaendrőd, județul Békés, Ungaria, având o populație de 456 de locuitori (2011). 

## Demografie
Componența etnică a satului Csárdaszállás
     Maghiari (98,26%)
     Romi (1,74%)
Componența confesională a satului Csárdaszállás
     Fără religie (56,14%)
     Reformați (12,94%)
     Luterani (3,29%)
     Atei (1,54%)
     Necunoscută (25,44%)
     Ortodocși (0,66%)
Conform recensământului din 2011, satul Csárdaszállás avea 456 de locuitori. Din punct de vedere etnic, majoritatea locuitorilor (98,26%) erau maghiari, cu o minoritate de romi (1,74%).  Din punct de vedere confesional, majoritatea locuitorilor (56,14%) erau persoane fără religie, existând și minorități de reformați (12,94%), luterani (3,29%) și atei (1,54%). Pentru 25,44% din locuitori nu este cunoscută apartenența confesională.